# چاپایف (شهرستان نوکت)
چاپایف (به قرقیزی: Чапаева، چاپاەۋا) یک روستا در قرقیزستان است که در شهرستان نوکت واقع شده‌است. چاپایف ۱۲٬۲۵۳ نفر جمعیت دارد.